# Андерсен, Яльмар
Я́льмар Юхан (Яллис) А́ндерсен (норв. Hjalmar Johan „Hjallis“ Andersen) (12 марта 1923, Рёдёй, губерния Нурланн — 27 марта 2013, Осло) — норвежский конькобежец, трёхкратный олимпийский чемпион 1952 года, многократный чемпион мира, Европы и Норвегии, рекордсмен мира.

## Биография
Яльмар Андерсен родился на острове Рёдёй, у побережья Норвегии. Его отец был боцманом родом из Хаммерфеста. В то время как Андерсен был еще ребенком семья переехала в Ладемоен, рабочий пригород Тронхейма.
Он начал кататься на коньках в возрасте 10 лет и стал членом спортивного клуба «SK Falken». Клуб был частью „Федерации спортивного труда“ (AIF) и первые соревнования, в которых он участвовал, были небольшими местными соревнованиями, организованными AIF.
После немецкой оккупации Норвегии в 1940 году, когда Андерсену было 17 лет, все организованные спортивные соревнования были остановлены в результате спортивного бойкота против нацистского режима. Как и другим представителям его поколения, ему пришлось ждать до зимы 1946 года, чтобы снова заняться спортивной карьерой.
Работать он начал с 14 лет (мальчиком в спортивном магазине) после того, как окончил начальную школу «Barneskole». Позже он несколько лет работал водителем грузовика. В 1950 году, когда он был на пике своей карьеры в конькобежном спорте, он открыл свой собственный спортивный магазин в Тронхейме, которым он управлял до 1960 года.

## Карьера
В 1948 году Андерсен был включен в олимпийскую команду Норвегии для участия в Зимних Олимпийских играх 1948 года в Санкт-Морице. Он стартовал на дистанции 10000 метров. Но, из-за плохого состояния льда он не закончил дистанцию.
С 1950 по 1952 годы Андерсен был сильнейшим конькобежцем мира. В эти годы он по три раза выигрывал чемпионаты мира и Европы в многоборье. В 1949 и 1954 году он был серебряным призёром чемпионатов Европы в многоборье. В 1950—1952, 1954 Андерсен был чемпионом Норвегии в многоборье. В 1949 и 1956 годах он был бронзовым призёром чемпионатов Норвегии.
В 1952 году на Зимних Олимпийских играх в Осло Андерсен выиграл золотые медали на трёх дистанциях: 1500, 5000 и 10000 метров. После Олимпийских игр в Осло Андерсен объявил об окончании своей конькобежной карьеры. Но через два года, в 1954 году, он вновь вышел на дорожку. В 1954 году в Давосе он стал чемпионом Европы на дистанциях 5000 и 10000 метров.
На зимних Олимпийских играх 1956 года в Кортине—д’Ампеццо Андерсен занял шестое место на дистанции 10000 метров и одиннадцатое на 5000 метров. За время своей карьера конькобежца Яльмар Андерсен установил четыре мировых рекордов. Он был первым конькобежцем, пробежавшим дистанцию 10000 метров быстрее 17 минут.

## После спортивной карьеры

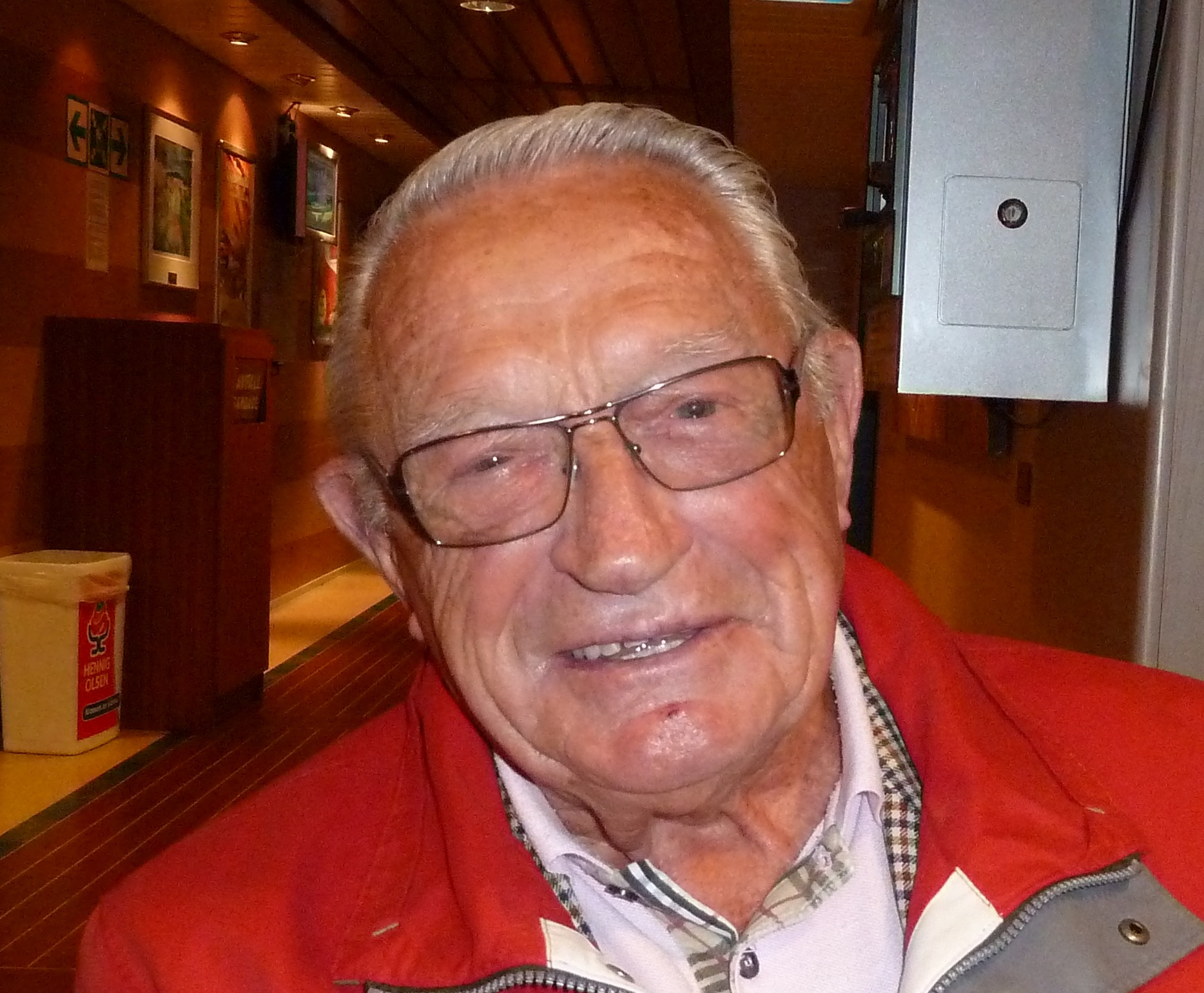
Яльмар Юхан Андерсен, октябрь 2010 года

После того, как он закончил свою карьеру на коньках, Андерсен переехал в Тёнсберг.
В дополнение к своим рекордам на коньках, Андерсен был также великим велосипедистом на национальном уровне. В 1951 году он был награжден «Почетным призом Эгеберга» за свои достижения в конькобежном спорте и велоспорте. Он начал работать в «Службе социального обеспечения торгового судоходства» до достижения пенсионного возраста в 1990 году.
Андерсен опубликовал несколько книг: воспоминания о своей спортивной карьере и юмористические истории.
Он получил золотую Королевскую медаль за заслуги в 1998 году и Почетную премию на «Idrettsgallaen» вместе с Кнутом Йоханнесеном в 2013 году всего за два месяца до своей смерти.

## Мировые рекорды
Яльмар Андерсен — четыре раза устанавливал мировые рекорды:
- 10000 метров 16:57,40 6 февраля 1949 года, Давос
- 5000 метров 8:07,30 13 января 1951 года, Тронхейм
- 10000 метров 16:51,40 27 января 1952 года, Гьёвик
- 10000 метров 16:32,60 10 февраля 1952 года, Хамар

## Лучшие результаты
Лучшие результаты Яльмара Андерсена на отдельных дистанциях:
- 500 метров — 43,70 (1951 год)
- 1000 метров — 1:30,60 (1954 год)
- 1500 метров — 2:16,40 (1949 год)
- 3000 метров — 4:49,60 (1954 год)
- 5000 метров — 8:06,50 (1956 год)
- 10000 метров — 16:32,60 (1952 год)